# Paul Laurent Vibert
Pour les articles homonymes, voir Vibert.

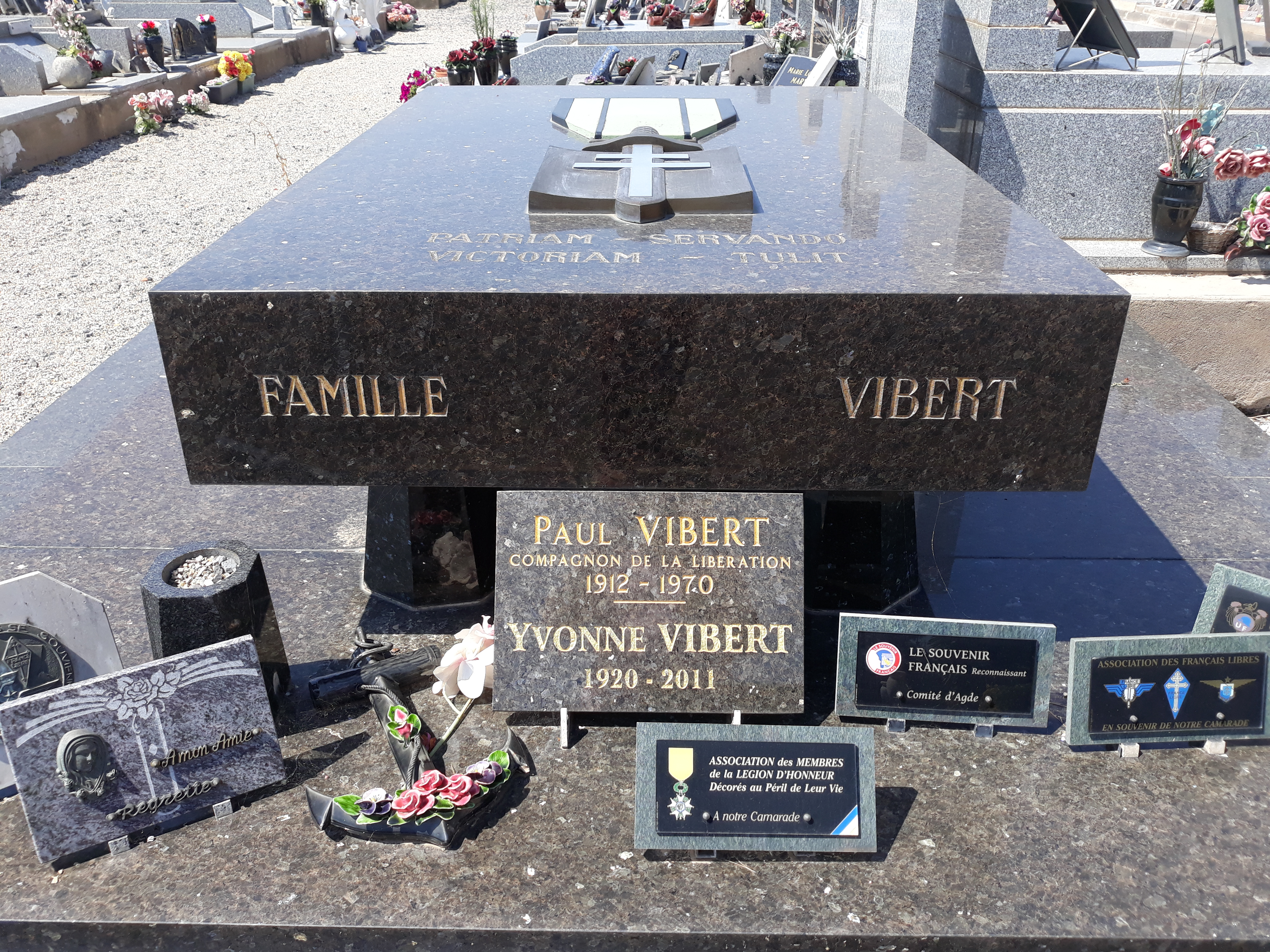
Sépulture de Paul Laurent Vibert et son épouse Yvonne au cimetière d' Agde.

Paul Laurent Vibert, né le 28 septembre 1912 à Brest et mort le 20 mai 1970 à Hœnheim, est un officier de Marine français s'étant illustré pendant la Seconde Guerre mondiale dans les Forces navales françaises libres. Il est Compagnon de la Libération,.

## Biographie
Paul Vibert est né en 1912 à Brest. En 1928, il entre à l'école de maistrance de la flotte à Brest.
En 1939, il est affecté, avec le grade de premier maître, sur le sous-marin Junon.
À la fin du mois de mai 1940, Paul Vibert prend le commandement du chasseur de sous-marins no 8 Rennes. Il quitte Lorient le 17 juin sur ce navire, afin de rallier la France libre en Angleterre.
Il est ensuite désigné comme troisième officier sur le sous-marin Minerve, mais début novembre 1940, il se porte volontaire pour le commandement du patrouilleur Poulmic. Il est grièvement blessé quand celui-ci saute sur une mine le 7 novembre, au large de Plymouth.
Vibert retrouve alors, après sa sortie d'hôpital en février 1941, le bord du Minerve, avec le grade d'officier des équipages de seconde classe. En mai, il est officier en second du sous-marin, et est promu en juillet officier des équipages de première classe.
Après une forte maladie qui l'éloigne du bord, il prend le 5 décembre le commandement du chasseur de sous-marins no 15 Paimpol. Ses missions sont d'escorter les convois et de patrouiller dans la Manche.
En janvier 1943, pour raisons de santé, Paul Vibert prend le commandement de la caserne Surcouf à Londres, un des premiers points de chute des candidats Français libres. Puis il est affecté à la base de chasseurs à Cowes, en tant que commandant en second, de mars à octobre 1944. Il est ensuite affecté à la caserne Bir-Hakeim près de Portsmouth.
Après la guerre, il est au service de l'état-major de la 2e région maritime, puis au Secrétariat général de la marine marchande. Officier principal des équipages, il est nommé au commandement de la Marine à Paris, où il exerce la fonction d'officier des sports de la région parisienne. Il est fait officier en chef des équipages en juin 1958.
Il quitte la Marine en 1963, et se retire au Grau-d'Agde. Paul Vibert décède le 20 mai 1970 à Hœnheim, et est ensuite inhumé au cimetière d'Agde.

## Décorations et hommages
- Officier de la Légion d'honneur[2]
- Compagnon de la Libération par décret du 1er février 1941[2],[4]
- Croix de guerre 1939–1945 (cinq citations)[2]
- Insigne des blessés militaires[2]
- Médaille de la jeunesse, des sports et de l'engagement associatif, or[2]

Une rue porte son nom à Brest.